# کالیوپی استراتاکیس
کالیوپی استراتاکیس (انگلیسی: Kalliopi Stratakis؛ زادهٔ ۱۲ سپتامبر ۱۹۷۸) بازیکن فوتبال اهل ایالات متحده آمریکا است.
وی همچنین در تیم ملی فوتبال Greece بازی کرده‌است.